# Bisdom Hpa-an
Het bisdom Hpa-an (Latijn: Dioecesis Hpaanensis) is een rooms-katholiek bisdom met als zetel Hpa-an, hoofdstad van de staat Kayin, in Myanmar. Het bisdom is suffragaan aan het aartsbisdom Yangon. 

## Geschiedenis
Het bisdom werd opgericht op 24 januari 2009, uit delen van het aartsbisdom Yangon. 

## Parochies
Het bisdom had in 2021 een oppervlakte van 30.164 km2 en telde 1.295.000 inwoners waarvan 1,0% rooms-katholiek was.

## Bisschoppen
- Justin Saw Min Thide (24 januari 2009 - heden)
  - Stanislaus Min Ko (coadjutor: 13 juli 2024 - heden)